# Tamoto Fenika
Tamoto Fenika (ur. 5 września 1988) – samoański piłkarz występujący na pozycji obrońcy. W 2012 roku wziął udział w Pucharze Narodów Oceanii.